# Барабанно-шаровая мельница
Барабанно-шаровая мельница — устройство для измельчения твёрдых материалов. Применяется в основном в горнорудной промышленности и в энергетике, для создания порошка для использования в красках, пиротехнических средствах, пищевой промышленности и в керамике, также для получения угольной пыли, готовой для сжигания в пылеугольных горелках паровых котлов большой мощности. Барабанные мельницы используются при производстве цемента, извести, гипса, керамических изделий, орехов, сахара и т. п. для измельчения материала до частиц размером менее десятых долей миллиметра. Процесс помола отличается большой энергоёмкостью и стоимостью.

## Принцип работы
В барабанных мельницах материал измельчается внутри полого вращающегося барабана. При вращении мелющие тела (шары, стержни, иногда усечёные конусы, кубики) и измельчаемый материал (называемые «загрузкой») сначала движутся по круговой траектории вместе с барабаном, а затем падают по параболе. Часть загрузки, расположенная ближе к оси вращения, скатывается вниз по подстилающим слоям. Материал измельчается в результате истирания при относительном перемещении мелющих тел и частиц материала, а также вследствие удара.
Наиболее эффективным режимом размола является режим свободного падения, при котором размалываемый материал подвергается одновременно и дроблению и истиранию. Измельчение происходит за счёт действия сил срезания, удара, хрупкого разрушения, а также вследствие усталостного разрушения.

## Описание
Шаровые мельницы подразделяются на лабораторные и промышленные. По типу конструкции делятся на однокамерные и двухкамерные. Основная деталь конструкции — вращающийся барабан, частично заполненный шариками определённого диаметра из стали, чугуна и других сплавов, иногда из керамики. Также могут быть использованы галька и кремень, далее мелющие тела. Мелющие тела, перекатываясь во время работы мельницы, превращают необработанное сырьё в порошок. Небольшие шаровые мельницы оборудованы барабаном с ручкой вращения, а также шкивами и ремнями для передачи вращательного движения. Высококачественные шаровые мельницы перемалывают сырьё до гранул размером 0,0001 мм, значительно увеличивая площадь поверхности вещества.
Наиболее эффективными мелющими телами в лабораторных шаровых мельницах для перемалывания является шары из окиси алюминия, также используются шары из различных твёрдых материалов (нержавеющая сталь, сверхтвёрдые сплавы, агат и др.). При обработке пиротехнических смесей используются керамические шары.
В промышленности используют шаровые мельницы с непрерывной подачей сырья на входе и с обработкой готового продукта на выходе. На тепловых электростанциях барабанно-шаровые мельницы применяются для помола углей, угольная пыль выносится из мельницы подогретым воздухом, нагнетаемым вентилятором, при помоле одновременно происходит подсушивание топлива. Шаровые мельницы не могут использоваться для обработки некоторых пиротехнических смесей из-за возможности протекания химической реакции.

### Лабораторные шаровые мельницы
В лабораториях для помола небольших количеств твёрдых веществ применяют виброшаровые мельницы с электроприводом. Основная деталь конструкции — стальной, керамический или агатовый стакан с крышкой, частично заполненный шариками диаметром около 5-6 мм из того же материала, что и стакан. Несколько (до 6) стаканов вставляются и закрепляются в виброобойме, которая приводится в вибрацию электродвигателем с экцентриком на оси. Кроме того, в лабораторной практике используют планетарные шаровые мельницы.

### Атриторные устройства
Атриторные устройства являются разновидностью шаровых мельниц, барабан в них неподвижен, а размольные тела перемещаются лопастными мешалками. В атриторах получают более однородный по размеру порошок в сравнении с шаровыми мельницами. Быстрее и тоньше измельчается материал при дополнительном воздействии вибрации, поскольку на частицы в различных направлениях действуют ударные, сжимающие и срезающие усилия.

## Области применения и характеристики промышленных шаровых мельниц
Мельницы шаровые предназначены для помола различных рудных и нерудных полезных ископаемых, строительных материалов средней твёрдости. Также они используются при производстве стройматериалов (гипс, силикатный кирпич, сухие смеси и др.), при производстве материалов для асфальтобетона (минеральный порошок), при производстве сырья для ЛКМ, бумаги (микромрамор, микрокальцит), в горнорудной, горнохимической и других отраслях промышленности.
Мельницы шаровые работают в различных технологических схемах (в открытом или закрытом цикле) и позволяет получать однородный по тонкости продукт измельчения с помощью мелющих тел (шаров и цильпебсов).
Производительность мельницы зависит от свойств измельчаемых материалов (прочность, размолоспособность), крупности материалов на входе (до 50 мм), влажности материалов (до 0,5 %), тонкости помола, равномерности питания, заполнения мелющими телами и материалом.
- диаметр шаров — от 30 мм
- крупность обрабатываемого сырья (на входе) — до 50 мм
- тонкость помола (на выходе) — до 2 мкм
- диаметр барабана — от 900 мм
- длина барабана — от 1500 мм
- объём барабана — от 0,9 м³
- мощность электродвигателя — от 18 кВт
- рабочее напряжение — от 380 В
- производительность — от 2 т/ч
- масса — от 5 т

## Применение
Мельницы шаровые предназначены для сухого и мокрого помола различных рудных и нерудных полезных ископаемых, строительных материалов различной твёрдости. Основные промышленные области применения:
- измельчение сырьевых материалов и клинкера при производстве цемента
- измельчение мрамора при производстве микрокальцита
- измельчение нерудных полезных ископаемых при производстве гипса, минерального порошка
- измельчение различных материалов
- измельчение угля на тепловых электростанциях с пылеугольными котлоагрегатами

В пищевом производстве шаровые мельницы используются для измельчения орехов, какао-бобов, кофе.

## Рабочие инструменты
- шары и цильпебс
- барабан
- люк
- торцевые крышки
- подшипники
- разгрузочная цапфа
- загрузочная цапфа
- горловина
- лифтёр
- венец
- решётка
- болт
- броневая плита
- козырек
- центральное отверстие
- питатель
- вал
- пылеуловитель

## Классификация
- шаровые мельницы сухого помола
- шаровые мельницы мокрого помола